# ENGIE
ENGIE S.A., voorheen GDF SUEZ S.A., is een Frans multinationaal energiebedrijf dat opereert in de productie, onderhoud en distributie van elektriciteit en aardgas. Hoewel het logo de naam in kleine letters weergeeft, schrijft het concern de naam sinds 2015 in hoofdletters.
Het is het grootste nutsbedrijf ter wereld na overname van het Britse International Power. Initieel is de firma ontstaan door de fusie van Gaz de France en SUEZ op 22 juli 2008. Het hoofdkantoor is gevestigd in het Parijse 8e arrondissement.
Het bedrijf is genoteerd op de Euronext beurzen in Parijs en Brussel. Het aandeel maakt deel uit van de CAC 40, BEL20, Dow Jones Euro Stoxx 50 en Euronext 100 aandelenindices.

## Activiteiten
ENGIE is een breed energiebedrijf en is actief op het gebied van productie en distributie van elektriciteit, aardgas en levert diensten aan de energiesector. Het behaalde in 2021 een omzet van 94 miljard euro (2021: 58 miljard). Europa was veruit de belangrijkste regio waar de helft van de totale omzet werd gerealiseerd, waarvan weer twee derde werd behaald in Frankrijk, gevolgd door Latijns-Amerika. Tussen 2018 en 2023 heeft ENGIE haar activiteiten gereorganiseerd, er zijn diverse activiteiten afgestoten en het aantal landen waarin het bedrijf actief is daalde van 70 in 2018 naar 31 begin 2023.
Per jaareinde 2021 had ENGIE een eigen productiecapaciteit beschikbaar van 55 GW aan elektriciteit, waarvan 23,4 GW (43% van het totaal) op basis van hernieuwbare energiebronnen, de aardgascentrales hebben eenzelfde aandeel en de rest bestaat uit Belgische kerncentrales en met steenkool gestookte centrales. ENGIE zegt de steenkolencentrales op korte termijn uit te willen faseren. De beslissing om deze vervuilende installaties niet te sluiten, maar te verkopen of om te vormen om op andere brandstoffen zoals gas of biomassa is omstreden.
De activiteiten zijn verdeeld over zes groepen:
- Renewable Energy: produceert elektriciteit met waterkrachtcentrales, windmolens en zonnepanelen.
- Networks, vooral aardgas gerelateerde activiteiten zoals lng-terminals en pijplijnen.
- Energy Solutions, een breed aanbod van producten en diensten op het gebied van energie.
- FlexGen & Retail: productie van elektriciteit op basis van fossiele brandstoffen, voornamelijk aardgas.
- Nuclear: kernenergiecentrales.
- Global Energy Management & Sales: vooral handelsactiviteiten. Gemeten naar omzet is dit veruit de grootste activiteit van ENGIE maar de winstmarges zijn laag.

### Benelux
In België is ENGIE onder meer eigenaar van Engie Electrabel, Tractebel, Fabricom, Cofely, en Axima. In Nederland is ENGIE Services Nederland en Engie Energie Nederland gebundeld. ENGIE was de beheerder van de Nederlandse NOGAT-pijpleiding. ENGIE LNG Solutions is wereldwijd actief en is de grootste importeur van vloeibaar aardgas in Europa. Dit bedrijf is ook actief in Nederland.

## Geschiedenis

### Voorlopers

#### Gaz de France
Gaz de France was een Frans energiebedrijf dat gespecialiseerd was in het transport en de distributie van aardgas, oorspronkelijk ontstaan door de wet tot nationalisatie van elektriciteit en gas van 8 april 1946. Onder invloed van de liberalisering van de energiemarkt kwam Gaz de France ook met gecombineerde elektriciteit- en gasaanbiedingen.

#### SUEZ
SUEZ was een Frans-Belgische holding die elektriciteit en gas produceert en verhandelt, en aan watervoorziening en afvalverwerking deed. Het bedrijf is ontstaan als de financieringsmaatschappij voor de aanleg van het Suezkanaal, opgericht door Ferdinand de Lesseps onder de naam Compagnie Universelle du Canal Maritime de Suez.
Op 26 juli 1956 werd het Suezkanaal genationaliseerd door Nasser. De Compagnie verloor daarmee haar belangrijkste activiteit, maar ontving wel een financiële vergoeding een paar jaar later. In 1958 werd de naam gewijzigd in Compagnie financière de Suez en het bedrijf legde zicht toe op investeringen en beleggingen in verschillende sectoren van de economie.
In 1988 verwerft Compagnie financière de Suez een meerderheidsbelang in de Generale Maatschappij van België. In 1997 fuseert het bedrijf met waterleidingmaatschappij Lyonnaise des Eaux tot Suez Lyonnaise des Eaux.
In 2001 werd de naam veranderd in SUEZ. Na een strategische beleidswijziging werden de activiteiten beperkt tot de energie- en watersegmenten. Alle andere activiteiten werden verkocht of afgestoten. SUEZ is sinds november 2005 ook de eigenaar van het Belgische energiebedrijf Electrabel, inclusief Electrabel Nederland bv.

#### Fusie
Op 25 februari 2006 werd de fusie van SUEZ en Gaz de France bekendgemaakt. De Franse Staat had een aandelenbelang van 80% in Gaz de France en krijgt 35% van de aandelen van de combinatie, die verdergaat als GDF SUEZ. Het nieuwe bedrijf kreeg een marktkapitalisatie van € 90 miljard en had een omzet van € 72 miljard. Om de fusie mogelijk te maken deed SUEZ afstand van zijn milieuactiviteiten. Deze werden onder de naam Suez Environnement naar de beurs gebracht en daarbij werd 65% van de aandelen van het bedrijf uitgekeerd aan de aandeelhouders van SUEZ. GDF SUEZ behoudt een controleminderheid van 35%. De fusie met Gaz de France is in 2008 afgerond. GDF SUEZ had een belang van ruim 57% in Distrigas in handen, maar moest onder druk van de Europese Commissie de controle over de Belgische aardgasdistributeur opgeven. Het Italiaanse Eni nam deze aandelen in 2008 over.

### ENGIE
Op 24 april 2015 maakte CEO Gérard Mestrallet de naamswijziging naar ENGIE bekend. Alle activiteiten zijn onder deze naam verder gegaan.
ENGIE was minderheidsaandeelhouder in de afvalverwerker SUEZ Environnement (SITA). Op 5 oktober 2020 accepteerde de raad van bestuur van ENGIE het bod van partner Veolia, ter waarde van € 3,4 miljard voor 29,9% van de aandelen SITA. De transactie werd dezelfde maand afgerond.
Per 1 september 2021 zijn de dienstenactiviteiten van ENGIE voortgezet onder de naam Equans. Het gaat hierbij onder meer om gebouwenbeheer en technische installaties. Equans heeft wereldwijd ca. 74.000 werknemers die werkzaam zijn in 17 landen, dit is ongeveer 40% van het totale personeelsbestand van ENGIE. In Nederland heeft Equans 5500 medewerkers en in België zo'n 10.000 en bijna € 2 miljard omzet. In november 2021 werd bekend dat Bouygues interesse heeft getoond om Equans over te nemen. Bouygues is bereid hiervoor zo'n € 7,1 miljard te betalen. In juli 2022 kreeg Bouygues toestemming van de Europese Commissie voor de overname. Deze transactie werd op 4 oktober 2022 afgerond.
In september 2022 werd de Doel 3 kernreactor stilgelegd en in februari 2023 volgde de Tihange 2 reactor.